# 조던 프렌티스
조던 프렌티스(Jordan Prentice, 1973년 1월 30일 ~ )는 캐나다의 배우이다.

## 출연 작품
- 킬러들의 도시